# Linder Glacier
Linder Glacier är en glaciär i Antarktis. Den ligger i Östantarktis. Nya Zeeland gör anspråk på området. Linder Glacier ligger 1 133 meter över havet.
Terrängen runt Linder Glacier är bergig västerut, men österut är den kuperad. Trakten är obefolkad. Det finns inga samhällen i närheten. 